# Jennifer Elise Cox
Jennifer Elise Cox (* 29. November 1969 in New York City) ist eine US-amerikanische Filmschauspielerin.

## Karriere
Jennifer Elise Cox zog nach der High School nach Kalifornien, um am California Institute of the Arts Schauspiel zu studieren.
Bekannt wurde Cox für die satirische Darstellung der „Jan Brady“ in den Filmen Die Brady Family (1995) und Die Brady Family 2 (1996). In Manchmal kommen sie wieder II (1996) spielte sie als „Jules Martin“ neben Michael Gross und Hilary Swank eine wichtige Nebenrolle. An der Seite von Johnny Depp spielte sie 1998 in Fear and Loathing in Las Vegas eine kleine Nebenrolle. Auch war sie in kleineren Rollen in den Filmen EDtv (1999) und Verliebt in eine Hexe (2005) zu sehen.
Im Fernsehen hatte sie zahlreiche Serienauftritte, so etwa in Six Feet Under – Gestorben wird immer (2005), CSI: NY (2006), Lovespring International (2006), 10 Items or Less (2006–2008), Rita Rockt (2009) und Pretty the Series (2010–2011). Von 2011 bis 2015 wirkte sie in der Webserie Web Therapy als „Gina Spinks“ mit.

## Filmografie (Auswahl)
- 1995: Die Brady Family (The Brady Bunch Movie)
- 1995: Überflieger (Wings, Fernsehserie, eine Folge)
- 1995: Murphy Brown (Fernsehserie, eine Folge)
- 1996: Die Brady Family 2 (A Very Brady Sequel)
- 1996: Manchmal kommen sie wieder II (Sometimes They Come Back... Again)
- 1997: Clueless – Die Chaos-Clique (Clueless, Fernsehserie, zwei Folgen)
- 1998: Fear and Loathing in Las Vegas (Fear and Loathing in Las Vegas)
- 1998: Moesha (Fernsehserie, eine Folge)
- 1999: EDtv
- 1999: Forever Fabulous
- 2000: Sex and the City (Fernsehserie, eine Folge)
- 2000: Will & Grace (Fernsehserie, eine Folge)
- 2000–2001: Hype (Fernsehserie, 16 Folgen)
- 2004: Reno 911! (Fernsehserie, eine Folge)
- 2005: What’s Up, Dad? (My Wife and Kids, Fernsehserie, eine Folge)
- 2005: Six Feet Under – Gestorben wird immer (Six Feet Under, Fernsehserie, drei Folgen)
- 2005: Verliebt in eine Hexe (Bewitched)
- 2006: The New Adventures of Old Christine (Fernsehserie, eine Folge)
- 2006: CSI: NY (Fernsehserie, eine Folge)
- 2006: Lovespring International (Fernsehserie, 13 Folgen)
- 2006: Nip/Tuck – Schönheit hat ihren Preis (Nip/Tuck, Fernsehserie, eine Folge)
- 2006: Die Party Animals sind zurück! (National Lampoon’s Pledge This!)
- 2006–2008: 10 Items or Less (Fernsehserie, 12 Folgen)
- 2008: Pushing Daisies (Fernsehserie, eine Folge)
- 2009: Privileged (Fernsehserie, eine Folge)
- 2009: Numbers – Die Logik des Verbrechens (Numb3rs, Fernsehserie, eine Folge)
- 2009: Rita Rockt (Rita Rocks, Fernsehserie, fünf Folgen)
- 2009: Eastwick (Fernsehserie, eine Folge)
- 2010: Plan B für die Liebe (The Back-Up Plan)
- 2010: Pair of Kings – Die Königsbrüder (Pair of Kings, Fernsehserie, eine Folge)
- 2010–2011: Pretty the Series (Fernsehserie, fünf Folgen)
- 2011: Poolboy: Drowning Out the Fury
- 2011: Spooky Buddies – Der Fluch des Hallowuff-Hunds (Spooky Buddies)
- 2011–2015: Web Therapy (Webserie, 25 Folgen)
- 2012: In Plain Sight – In der Schusslinie (In Plain Sight, Fernsehserie, eine Folge)
- 2012: Santa Pfote 2 – Die Weihnachts-Welpen (Santa Paws 2: The Santa Pups)
- 2013: The Client List (Fernsehserie, eine Folge)
- 2013: Out West
- 2013: 2 Broke Girls (Fernsehserie, eine Folge)
- 2015: It’s Always Sunny in Philadelphia (Fernsehserie, eine Folge)
- 2016: Idiotsitter (Fernsehserie, 6 Folgen)
- 2021: Blending Christmas